# アウシュヴィッツ後の反ユダヤ主義―ポーランドにおける虐殺事件を糾明する
『アウシュヴィッツ後の反ユダヤ主義―ポーランドにおける虐殺事件を糾明する』（アウシュヴィッツごのはんユダヤしゅぎ ポーランドにおけるぎゃくさつじけんをきゅうめいする、英語版原題：Fear: Anti-Semitism in Poland after Auschwitz）はポーランド人ヤン・グロスの著書。英語版は2006年にランダムハウス社（Random House）より出版。日本語版は2008年に白水社より出版。2001年に刊行された『Neighbors』の主題を展開したもの。『アウシュヴィッツ後の反ユダヤ主義―ポーランドにおける虐殺事件を糾明する』においては、1944年から1956年の間のポーランドにおける反ユダヤ主義的暴力に主眼をおき、戦後のポーランド人とユダヤ人の関係を追究したもの。この本は各新聞の書評を含め国際的な注目を集めたが、住民同士の騒動における不幸な死亡事件を「反ユダヤ主義」「虐殺」と決めつけたことに関して多くの歴史家からの批判の的ともなった。

## 内容

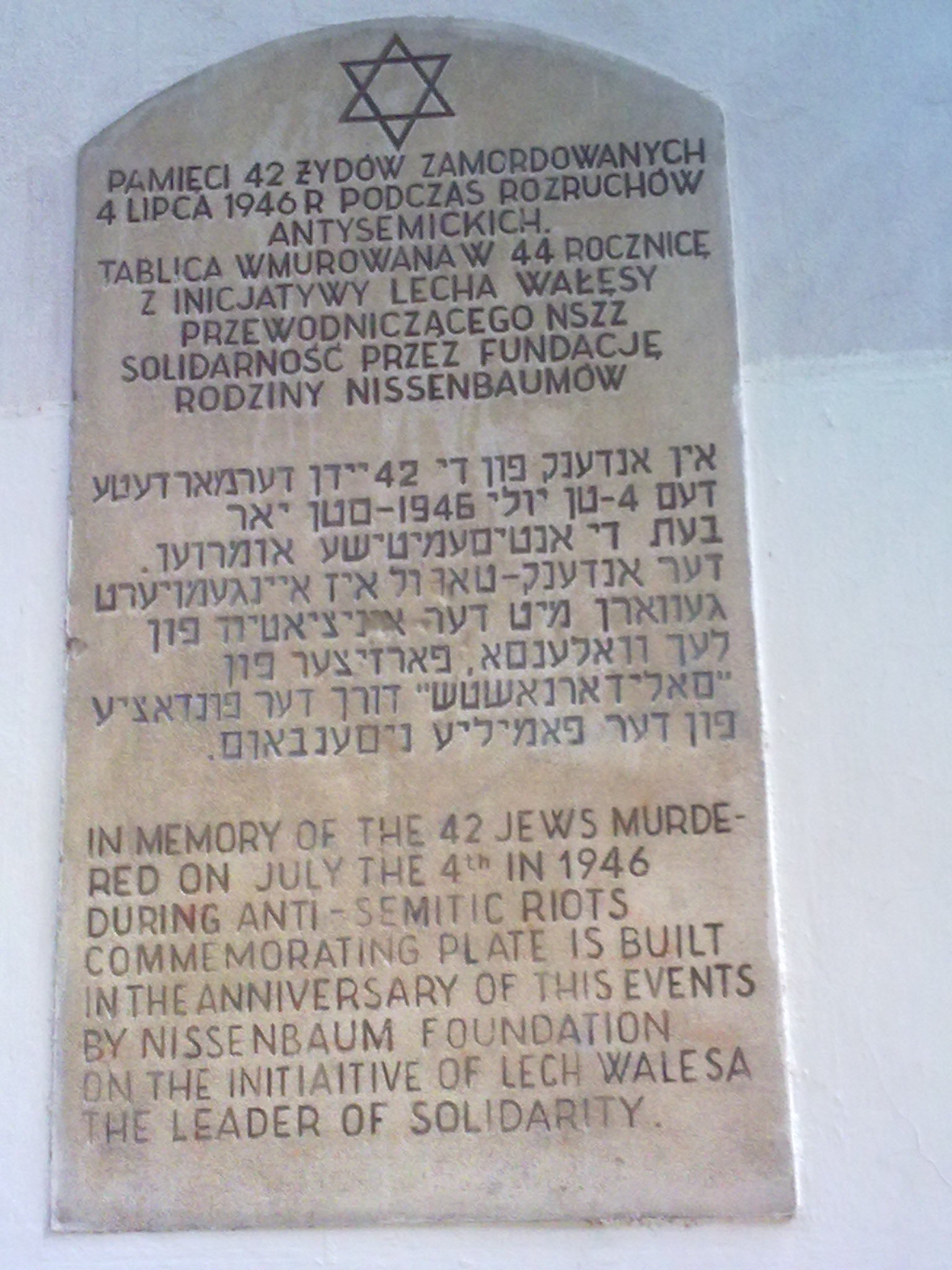
虐殺現場にあるキェルツェのユダヤ人虐殺の記念碑

グロスは英語版において、第二次世界大戦中にポーランドが蒙った恐ろしい被害を描写する章からはじめている。そこにはスターリンとヒトラーによって分割されたポーランドの国土、ポーランド人に対するナチスの犯罪、ソ連によってカティンの森で虐殺されたポーランド軍将校が含まれる。またそこには、1944年のワルシャワ蜂起ではポーランド国内軍がドイツ軍によって壊滅させられるまでソ連が進撃を停止しその結果ワルシャワが「瓦礫の山」にされた話が続き、ヤルタ会談で イギリスとアメリカがポーランドをソ連の共産主義による支配に委ねることになったいわゆる「ポーランドの放棄」について書かれている。
グロスの推測によると、終戦時には25万のポーランド系ユダヤ人がもとの住所に戻ってきたとされる。彼らの不動産の大半はホームレスの人々に占拠されたり、個人財産の国有化を進めていた共産主義政府によって接収されたりしていた。グロスは、住民同士の不和や敵対的雰囲気だけでなく、幾人かのユダヤ人が受けた暴行や、ポーランドのエリートがそういった暴行を止めることができなかった事実について述べている。さらにグロスはキェルツェのユダヤ人虐殺について（英文の解説はKielce pogromの記事を参照）述べ、この事件は暴徒でなく警察によって引き起こされ、キェルツェ市当局の高官をのぞくあらゆる社会的地位にある人々が関わっていたと主張する（Fear, pp. 83-166）。
グロスは、特に地方において幾人かのポーランド人が選別された上でナチス・ドイツが積極的に行っていたユダヤ人の絶滅や財産の略奪に関わっていたこと挙げており、これを戦後ポーランドにおける反ユダヤ主義の原因であると結論付けているが、これには当然異論がある。グロスによると、こういったポーランド人は自らの犯した犯罪により刑罰を受けることを恐れたために戦後になるとユダヤ人を攻撃したのだということになる。

### ポーランド語版と英語版の違い
ポーランド語版が英語版と異なるのは、ポーランド人読者が戦中のポーランドについては良く知っていると考えられたからである。ポーランド語版の最初の章は、ポーランド人がナチス・ドイツによりユダヤ人絶滅行為について既に知っていることを検証するのみとなっている。特にナチス特別行動部隊が、「ポーランド人のすべて見ている前で」ユダヤ人の老若男女を一斉に捕らえ大量殺害に及んだことをポーランド人読者に指摘しようとしている。2008年5月8日にユダヤ人科学協会（YIVO）で行われたデボラ・リプシュタット（Deborah Lipstadt）との対談でグロスは、ポーランド語版に書く内容についてはほかの方法を採るべきだったと述べている。

## 評判
ポーランド系アメリカ人のシンクタンクであるピャスト協会（Piast Institute）は『アウシュヴィッツ後の反ユダヤ主義―ポーランドにおける虐殺事件を糾明する』に対する世評の分析を行い、「ニューヨーク・タイムズ、ボルチモア・サン、ロサンゼルス・タイムズといった有力紙はいずれも、ポーランドや中東欧の歴史に関する専門的知識が全くないままこの本とその内容について反応し、無批判の賞賛を与えながら反ポーランド主義的レトリックを多大に用いている。」「この本のテーゼを容易に認めることは不可能で、ポーランド人やそのほかの人々の多くはこの本を不公正で偏向したものであると考えている。」としている。ピャスト協会は、有力紙における書評のいくつかは非常に感情的でかつ「中傷的でさえ」あり、ポーランド人とユダヤ人との友好関係に打撃を与えた可能性があると述べている。
『アウシュヴィッツ後の反ユダヤ主義―ポーランドにおける虐殺事件を糾明する』は（ポーランド語版が2008年に発行された）ポーランドでも物議を醸している。メディアはさまざまな反応をし、戦後ポーランドの反ユダヤ主義的事件についての議論を呼び起こすことになった。パヴェウ・マフツェヴィチ(Paweł Machcewicz)、ピョートル・ゴンタルチク(Piotr Gontarczyk)、タデウシュ・ラヂウォフスキ(Tadeusz Radziłowski)、ヤヌシュ・クルティカ(Janusz Kurtyka)、ダリウシュ・ストラ(Dariusz Stola)、マレク・ヤン・ホダキェヴィチ(Marek Jan Chodakiewicz)といった著名な歴史家はこの本について、欠陥のある方法を用いていること、物事に対して十把一絡げの一般化をしていること、ステレオタイプな見方をしていること、自分の主張に反するような資料をわざと無視していること、扱った事件の背景を全く考慮していないこと、データを誤解したり歪曲したりしていること、情報源をユダヤ人だけに限定していること、敵意をかきたてる感情的な言葉を用いていること、事実に基づかない非現実的な結論を導いていることを指摘しグロスを非難している。ポーランド国家記銘院の歴史家陣は、「方法論的に重大な欠陥があるうえ悪意の満ちた形容語句を使用するなどしており、この本が歴史学界で受け入れられる機会は（たとえ条件付きであっても）ありえない。」と指摘した。
この本がポーランド国民に対する誹謗中傷であるという申し立てがなされたが、ポーランド当局はこの申し立てを却下し、調査はしないことに決定した。このことはメディアにおいて論議を呼んだ。ポーランドの現行法体系はこういったことを事件化することができるが、これに関連する一連の法律は言論の自由を脅かすものだという批判を浴びており、ポーランド憲法裁判所で審理されることになっている。

## ポーランド人全体の罪なのか
ホロコーストを生き残った人の息子であり、小説家で法律学教授であるユダヤ人のテイン・ローゼンバウムはロサンゼルス・タイムズ紙にこの本についての評論を寄稿し、ポーランドが「（問題意識の）欠如に祟られた国家である。」と書いた。さらに、「グロスのこの本はなぜポーランドにはユダヤ人がほとんど残っていないのかという疑問に対して国民的反省を喚起するものである。今から嘆いてもそれが遅すぎるということはない。ポーランドの魂はそれができるかどうかにかかっている。」と主張した。
いっぽう、キリスト教徒のポーランド人によって両親の命が救われた著述家で文学博士のユダヤ人エヴァ・ホフマンは、「ポーランド人全体の罪」という考えに対し強く反論している。「ホフマン女史の反論は彼女のご両親の経験と直結していることは疑いの余地がない。」と唱えるウェルズリー大学のロシェル・G・ルートシルトもユダヤ人であるが、国際的メディアの論評や、グロスの本についてプリンストン大学出版会がそういったメディアに寄せたような推薦文を真に受けるようなことはしない。ルートシルトは、こう書評している。

## 註
1. ↑  このため本のタイトルが Fear すなわち「恐れ」となっている。
2. ↑  ユダヤ人だけが、（戦後ヨーロッパの各所で起こった）迫害や無法行為の犠ではないばかりか、時には加害者となったこともあった。
3. ↑  Thane Rosenbaum. A lethal homecoming. Review of Fear Anti-Semitism in Poland After Auschwitz — An Essay in Historical Interpretation. Los Angeles Times, June 25, 2006.
4. ↑  ナチス・ドイツに占領されていたポーランドの人々はユダヤ人をかくまっていたことが発覚したら、ユダヤ人をかくまった本人だけでなく一家もろとも皆殺しとなった。

## 関連書物
- David Engel, On Continuity and Discontinuity in Polish-Jewish Relations: Observations on Fear: Fear: Anti-Semitism in Poland after Auschwitz—An Essay in Historical Interpretation by Jan T. Gross. New York: Random House, 2006, East European Politics & Societies, Vol. 21, No. 3, 534-548 (2007),